# Mark Eins
Mark Eins, gebürtig Mark Christiansen, wurde aus einem Flensburger Waisenheim adoptiert als Edmund Brummer (* 8. März 1956 in Flensburg) und ist ein deutscher Musiker, Maler und Schauspieler.

## Leben
Mark Eins unternahm 1974 von Flensburg aus eine Weltreise, die zwei Jahre dauerte, und studierte die Musikkultur der Welt vor Ort. 1976 heuerte er für zwei Jahre auf einem Frachter an und arbeitete als Matrose.
1978 zog Mark Eins nach West-Berlin um und gründete mit Gudrun Gut die Band DIN A Testbild. In ihrem Stil lassen sich schon Elemente der späteren Techno Musik erkennen. Sie sind musikalisch ihrer Zeit voraus. Auftritte im SO36 in Berlin und im Ratinger Hof in Düsseldorf folgten.
1979 erschien die erste Single mit dem Titel Abfall Garbage/Glas Konkav. Auf dem Silvesterkonzert im Quartier Latin in Berlin trat DIN A Testbild zusammen mit Bands wie Tempo und White Russia auf.
1980 erster Plattenvertrag mit dem Label von Klaus Schulze Innovative Communication. In Zusammenarbeit mit Klaus Schulze wurden die LPs Programm 1 und Programm 2 produziert. Auftritt beim Festival Genialer Dilletanten im Berliner Tempodrom zusammen mit Einstürzende Neubauten, Die Tödliche Doris und Frieder Butzmann. Aktion mit der Malerin Barbara Heinisch im Künstlerhaus Bethanien, Berlin, das Bild OSTERN II, Sammlung Pax-Christi-Kirche, Krefeld entsteht.
Mark Eins spielte die männliche Hauptrolle in dem Film Rote Liebe von Rosa von Praunheim und komponierte die Filmmusik.
1982 erschien Programm 3 von DIN A Testbild. Mark Eins wirkte als Darsteller in Rosa von Praunheims Film Rote Liebe mit und spielte die Hauptrolle in dem Kurzfilm Ginger Hel von David Vostell und komponierte die Filmmusik. 
1984 lehnte Innovative Communication das neue Album von DIN A Testbild Programm 4 ab. Die extravagante Mischung aus Pop und Techno ist zu experimentell und ein paar Jahre zu früh für den noch vom Neue Deutsche Welle geprägten Mainstream.
Ab 1985 tritt Mark Eins vermehrt als Solokünstler auf und stellt seine Bilder in verschiedenen Galerien aus.
1989 erschien der Sampler The Voice of Music mit Titeln von Laurie Anderson, Tangerine Dream und DIN A Testbild. Im selben Jahr erscheint die CD Leipzig und Coca Cola. 1990 erscheint Best of DIN A Testbild.
1993 Sex und Chaos.
Im Jahr 2006 gründete Mark Eins sein eigenes Label mit dem Namen Testbild Music und veröffentlichte Fractal Trash und Bleeding Heart. Mit DIN A Testbild Programm 5 setzte Mark Eins 2007 die Anfang der 1980er Jahre begonnene Programmserie fort. 2010 Veröffentlichung des Albums DIN A Testbild Programm 6. 2017 veröffentlichte Mannequin Records Programm 4.

## Diskografie

### DIN A Testbild
- 1979: Abfall/Garbage
- 1980: Programm 1
- 1981: Programm 2
- 1982: Programm 3
- 1982: Triptychon
- 1984: Come into my Satisfactory Best Of Programm 1 und 2
- 2007: Programm 5 Sample Attack
- 2009: 12inch Compilation on Belgium Label Flexx Going Tutu
- 2010: Programm 6 Collage
- 2017: Programm 4

### Mark Eins
- 1989: TV Junk and New Beat Funk
- 1989: Leipzig & Coca Cola
- 1990: Best Of Programm 1, 2, und 3
- 1993: Sex’n Chaos
- 2002: Fractal Trash  Bleeding Heart
- 2006: Trash Painting 1999 limited Edition 100/100
- 2007: Programm 5 Sample Attack
- 2010: Programm 6 Collage

### Sampler
- 1979: SO 36 – Vinyl
- 1980: In die Zukunft Hamburg – Vinyl
- 1989: The Voise of Music Vol. 1 – Vinyl/CD
- 1989: The Voice of Music Vol. 2 – Vinyl/CD
- 2005: Berlin Super 80 – Vinyl/CD
- 2005: Festival Genialer Dilletanten – Vinyl/CD
- 2011: German Punk & Wave 1978-1984 Vol.1

### Filmmusik
- 1980: Rote Liebe
- 1982: Ginger Hel

## Filmografie
Schauspieler
- 1978: Das Wasserhuhn – Regie: Stanislaw Ignacy Witkiewicz
- 1980: Rote Liebe – Regie: Rosa von Praunheim
- 1982: Ginger Hel – Regie: David Vostell